# 聖路易區
聖路易區是塞內加爾北部的一個行政區，首府聖路易，北臨毛里塔尼亞，南毗馬塔姆區和盧加區，西鄰大西洋，面積19,044平方公里，下設3省。

## 歷史
目前的劃分源於 2002 年 2 月 21 日的第 2002-166 號法令。此前，該行政區範圍更廣，包括馬塔姆及其周邊地區。

## 下設省份
- 達加納省
- 波多爾省
- 聖路易省